# Ferdinand Reisinger (Politiker)
Ferdinand Reisinger (* 13. Juli 1928 in Wels; † 17. August 1998 in Marchtrenk) war ein österreichischer Politiker (SPÖ) und Bundesbahnbeamter. Er war Bürgermeister von Marchtrenk, von 1967 bis 1991 Landtagsabgeordneter und von 1982 bis 1991 Zweiter Präsident des Oberösterreichischen Landtags.

## Ausbildung und Beruf
Nach dem Besuch der Volksschule in Wels wechselte Reisinger an die örtliche Hauptschule und ergriff 1942 den Beruf des Bahnbediensteten. Er musste 1944 zum Reichsarbeitsdienst und wurde danach zum Kriegsdienst in der Wehrmacht eingezogen. Nach seiner Rückkehr aus dem Krieg im Mai 1945 kehrte er nach Wels zurück und wurde nach Ablegung verschiedener Prüfungen als Fahrdienstleiter bei den Österreichischen Bundesbahnen eingesetzt. 1965 stieg er zum Fachbeamten der Bundesbahndirektion Linz auf.

## Politik und Funktionen
Nach dem Zweiten Weltkrieg trat Reisinger 1946 der Sozialdemokratischen Partei Österreichs bei und übernahm 1953 die innerparteiliche Funktion des SPÖ-Parteiobmanns von Marchtrenk. Daneben war er auch als Sportfunktionär im ASKÖ aktiv. Er wurde 1955 zum Gemeinderat der Gemeinde Marchtrenk gewählt und hatte zwischen 1964 und dem 17. Mai 1969 das Amt des Vizebürgermeisters von Marchtrenk inne. Am 17. Mai 1969 wurde er Bürgermeister dieser Gemeinde, als der er fortan bis zum 4. Jänner 1990 wirkte. Er war zudem ab dem 17. November 1967 Abgeordneter zum Oberösterreichischen Landtag und übte dieses Mandat bis zum 29. Oktober 1991 aus. Zudem war er vom 21. Oktober 1982 bis zu seinem Ausscheiden aus dem Landtag Zweiter Landtagspräsident. 

## Privates
Reisinger wurde als eines von vier Geschwistern in Wels geboren. Er heiratete 1953 Herta Dimmler und hatte mit ihr einen Sohn und eine Tochter.

## Auszeichnungen
- Großes Ehrenzeichen des Landes Oberösterreich (1994)